# Pterolophia bituberculata
Pterolophia bituberculata là một loài bọ cánh cứng trong họ Cerambycidae.